# دیوید آلن باشه
دیوید آلن باشه (انگلیسی: David Alan Basche؛ زادهٔ ۲۵ اوت ۱۹۶۸) بازیگر تلویزیون، بازیگر سینما، و بازیگر تئاتر اهل ایالات متحده آمریکا است.
از فیلم‌ها یا برنامه‌های تلویزیونی که وی در آن نقش داشته‌است می‌توان به جنگ دنیاها، پولاد ناب، یونایتد ۹۳، نظم و قانون، اداره تعدیل، و سکس و شهر ۲ اشاره کرد.